# Hans Kaune

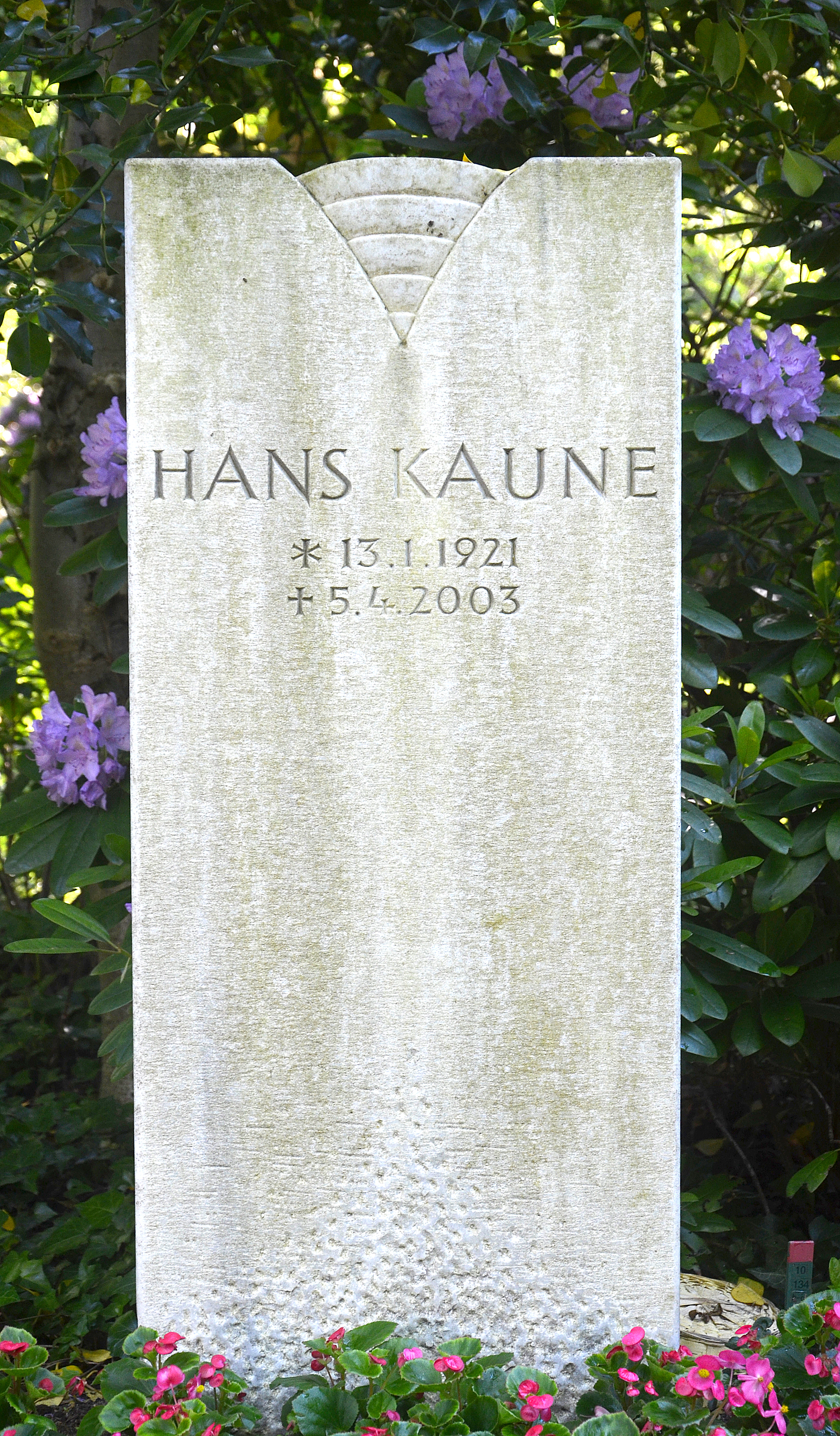
Grabmal für Hans Kaune auf dem Stadtfriedhof Engesohde in Hannover

Hans Kaune (* 13. Januar 1921 in Hannover; † 5. April 2003 ebenda) war ein deutscher Radrennfahrer und Funktionär im Radsport.

## Sportliche Laufbahn
Kaune war im Straßenradsport sowie im Bahnradsport aktiv. 1936 begann er mit dem Radsport im Verein „Dürkopp-Concordia von 1909 Hannover“. Er wechselte später zum „Radsport-Verein Concordia Hannover von 1909“. Bis zu seiner Einberufung zur Wehrmacht 1942 fuhr er als Amateur. Bei Rund um Köln, Berlin–Cottbus–Berlin (1948 5.), Rund um den Elm und anderen deutschen Eintagesrennen konnte er sich unter den besten Fahrern platzieren. Nach einem Unfall verbrachte er die Zeit bis zum Kriegsende im Krankenhaus. 1945 wurde er Berufsfahrer. Er bestritt neben Straßenrennen vor allen Rennen im Zweier-Mannschaftsfahren. Besonders bei Rennen auf Aschenbahnen war er erfolgreich. 1947 wurde er Zweiter der Deutschen Meisterschaft in der Einerverfolgung hinter Heinrich Schwarzer, 1953 hinter Ludwig Hörmann. 1952 kam er auf den dritten Platz. Über die Verfolgungsdistanz von 5000 Metern stellte er in jener Saison einen neuen deutschen Rekord auf. Kaune bestritt einige Sechstagerennen mit Ditmar Nothdurft, Rudi Theissen und Karl Heide als Partner. 1949 gewann er das Ersatzrennen des Großen Preises der Stadt Leipzig im Steherrennen. 1953 trat er vom aktiven Sport zurück. Kaune engagierte sich weiter im Radsport als Vereinsvorsitzender, Bezirksstraßenwart, Landesbahnwart und Pressesprecher. Bei vielen Rennen in Niedersachsen war er verantwortlicher Organisator.
1949 wirkte er im Spielfilm Um eine Nasenlänge mit und war als Double für Rudolf Prack in den Radsportszenen engagiert.

## Berufliches
Kaune absolvierte eine Lehre als Dreher. Nach seiner Profikarriere war er in den Conti-Werken in Hannover in der Versuchsabteilung beschäftigt. Später war er selbständiger Kaufmann.

## Familiäres
Kaune hatte mit seiner Frau Lotti, geborene Esser, eine Tochter und einen Sohn.